# Domonkos Béla (bábművész)
Domonkos Béla (Sümegprága, 1938. augusztus 3. – 2024. augusztus 12.) magyar bábművész.

## Életpályája
A Bábszínészképző Tanfolyamot 1964-ben végezte el. 1963-tól szerepelt az Állami Bábszínházban. 1992-től a Budapest Bábszínházban játszott. Domi Bábszínháza néven létrehozta saját, utazó bábszínházát. Önálló műsorain nyolcat német nyelven is előadott, többször járt Németországban, Ausztriában, Svájcban és vendégszerepelt Japánban is. 1979-ben megkapta a Bábszínházi Aranygyűrűt, nívódíjat kapott Biastylokban és Münchenben. Bábjátékok szerzője volt.

## Fontosabb színházi szerepei
- William Shakespeare – Szilágyi Dezső: Szentivánéji álom... Lysander
- Grimm fivérek: Hófehérke... Adalbert király; Morgó; Walter, a vadász
- E. T. A. Hoffmann: Diótörő... Unokaöcs, Diótörő herceg
- German Vasziljevics Matvejev: Csodálatos kalucsni... Vadász; Bagoly
- Alfred Jarry – Balogh Géza: Übü király... Vencel király
- Vörösmarty Mihály: Csongor és Tünde... Balga
- Arany János – Gáli József: Rózsa és Ibolya... Vén Kóró király
- Illyés Gyula: Tűvé-tevők... Bíró
- Szilágyi Dezső: Ezüstfurulya... Kicsi Jankó
- Tóth Eszter: A három kismalac... Farkas
- L. Frank Baum: Óz, a nagy varázsló... Óz, a nagy varázsló
- Tóth Judit: A repülő kastély... Kerekország királya
- Urbán Gyula: A két kicsi pingvin... Hiú Hiéna; Hangyász

## Filmek, tv
- Macskabosszantó Makula
- A tücsök hegedűje (1983)
- Kinizsi (1983)
- Tapsikáné fülönfüggője (1985)
- A csodálatos nyúlcipő (1987)
- Ördöge van, zsugori uram (2001)